# Кормонс
Кормонс (итал. Cormons) — коммуна в Италии, располагается в регионе Фриули-Венеция-Джулия, в провинции Гориция.
Население составляет 7756 человек (2008 г.), плотность населения составляет 224 чел./км². Занимает площадь 35 км². Почтовый индекс — 34071. Телефонный код — 0481.
Покровителем коммуны почитается святой Адальберт Пражский, празднование 23 апреля.

## Демография
Динамика населения:

## Администрация коммуны
- Официальный сайт: http://www.comune.cormons.go.it/